# Isabelle Brouillette
Pour les articles homonymes, voir Brouillette.
Isabelle Brouillette, née le 20 avril 1969, est une actrice, metteuse en scène, animatrice et scénariste québécoise.

## Filmographie

### Cinéma
- 1994 : C'était le 12 du 12 et Chili avait les blues de Charles Binamé : la serveuse du snack bar
- 1997 : Le musée de l'Amérique de Jean Beaudry[réf. nécessaire] : Nadia
- 2000 : La Bouteille de Alain DesRochers : Isabelle
- 2001 : Crème glacée, chocolat et autres consolations de Julie Hivon : Suzie
- 2009 : Dédé, à travers les brumes de Jean-Philippe Duval : Lise Raymond

### Télévision
- 1998-2000  : Zone de Turbulence
- 2000 : Chartrand et Simonne : la jeune mariée
- 2001 : Catherine : Mélanie
- 2001-2003 : Ayoye! : Navette Bacon
- 2002-2003 : Max Inc. : Julie
- 2002 : KM/H : Marie-Lune
- 2003 : Le Plateau : Mireille
- 2003-2009 : 450, chemin du Golf : Julie
- 2005 : Les Bougon, c'est aussi ça la vie! : Mme Gamache
- 2005 : Cover Girl : Chantal
- 2005 : Les 4 Coins : rôles multiples
- 2005-2009 : Les États-Humains : rôles multiples
- 2007-2014 : Destinées : Élizabeth Pellerin
- 2009 : Les Boys : Dre Robert
- 2010 : Il était une fois dans le trouble : une prof
- 2010 : Ni plus ni moi : Martine Fortin
- 2010-2011 : Rock et Rolland : Martine, l'agente de condo
- 2011 : Zieuter.TV : Isabella[1])
- 2013 : Et si? : rôles multiples[2]
- 2015 : 30 vies : la mère de Leyla
- 2016 : Camping de l'ours : dame Nature
- 2016-2018 : Unité 9 : Patricia Joly, la mère de Cameron[3]
- 2017-2018 : L'Échappée[4] : Esther Sauvé
- 2019-2021 : M'entends tu? : la mère d'Ada
- 2020 : Blood & Treasure : Dre Russo
- 2020 : Pour toujours plus un jour : Karine, la mère de Chuck (Charles) Lebrun
- 2022- : Stat : Julie Faubert

### Scénariste
- 2005 : États-humains (série télévisée)

### Animation
- 1998-2000 : Zone de turbulence
- 2000-2001 : Opération Caméléon athlètes — co-animatrice
- 2004 : Opa Bell avec nos athlètes

## Distinctions

### Nominations
- 1999 : Prix Gémeaux, catégorie Meilleur animation: série jeunesse pour Zone de turbulence
- 2000 : Prix Gémeaux, catégorie Meilleur animation: série jeunesse pour Zone de turbulence
- 2001 : Prix Gémeaux, catégorie Meilleur animation: jeu pour Opération Caméléon
- 2006 : Prix Gémeaux, catégorie Meilleur premier rôle féminin: dramatique pour Les États-Humains
- 2006 : Prix Gémeaux, catégorie Meilleur texte: dramatique unique pour Les États-Humains
- 2007 : Prix Gémeaux, catégorie Meilleur premier rôle féminin: dramatique pour Les États-Humains
- 2008 : Prix Gémeaux, catégorie Meilleur texte: série dramatique pour Les États-Humains
- 2008 : Prix Gémeaux, catégorie Meilleur premier rôle féminin: téléroman pour Destinées
- 2009 : Prix Gémeaux, catégorie Meilleur texte: série dramatique pour Les États-Humains
- 2012 : Prix Gémeaux, catégorie Meilleur premier rôle féminin: téléroman pour Destinées
- 2013 : Prix Gémeaux, catégorie Meilleure interprétation: humour pour Et si?